# Canned Heat (Jamiroquai)
Canned Heat is een nummer van de Britse band Jamiroquai uit 1999. Het is de tweede single van hun vierde studioalbum Synkronized.
Het nummer kreeg extra bekendheid toen het gebruikt werd in de film Napoleon Dynamite. "Canned Heat" werd een hit in Europa, Canada en Oceanië. In het Verenigd Koninkrijk bereikte het nummer de 4e positie. In de Nederlandse Top 40 haalde het een bescheiden 29e positie, terwijl het in de Vlaamse Ultratop 50 de 43e positie haalde.